# LCN8
LCN8 (англ. Lipocalin 8) – білок, який кодується однойменним геном, розташованим у людей на 9-й хромосомі. Довжина поліпептидного ланцюга білка становить 175 амінокислот, а молекулярна маса — 19 080.
| 10         |  | 20         |  | 30         |  | 40         |  | 50         |
| ---------- |  | ---------- |  | ---------- |  | ---------- |  | ---------- |
| MPGAAEALPT |  | VTVTLVAGAV |  | PPASGALTAH |  | CIGGFWREVG |  | VASDQSLVLT |
| APKRVEGLFL |  | TLSGSNLTVK |  | VAYNSSGSCE |  | IEKIVGSEID |  | STGKFAFPGH |
| REIHVLDTDY |  | EGYAILRVSL |  | MWRGRNFRVL |  | KYFTRSLEDK |  | DRLGFWKFRE |
| LTADTGLYLA |  | ARPGRCAELL |  | KEELI      |  |            |  |            |

A: Аланін

C: Цистеїн

D: Аспарагінова кислота

E: Глутамінова кислота

F: Фенілаланін

G: Гліцин

H: Гістидин

I: Ізолейцин

K: Лізин

L: Лейцин

M: Метіонін

N: Аспарагін

P: Пролін

Q: Глутамін

R: Аргінін

S: Серин

T: Треонін

V: Валін

W: Триптофан

Задіяний у таких біологічних процесах, як транспорт, альтернативний сплайсинг. 
Секретований назовні.